# Híres kolozsváriak listája
Ez a lista a Kolozsváron született vagy a városhoz a tevékenységük kapcsán kötődő híres embereket tartalmazza. 
Lásd még: Kolozsvár polgármestereinek listája

## Itt születtek
- Abodi Dóra divattervező (1984)

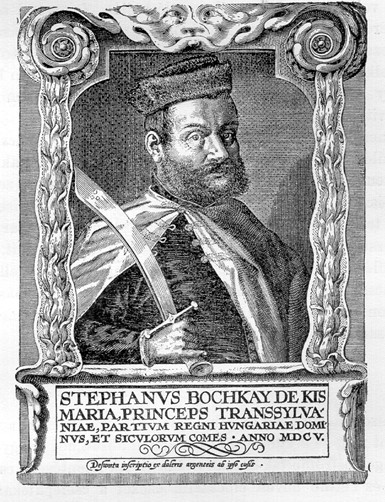
Bocskai István

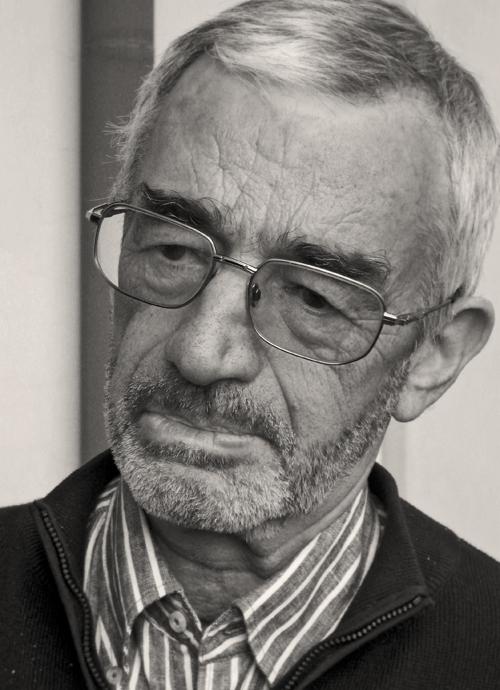
Bodor Ádám

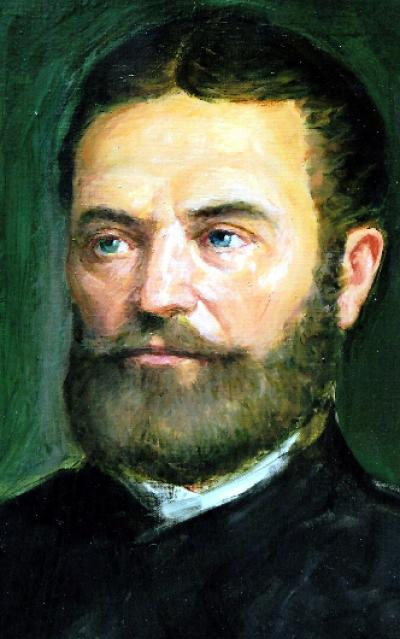
Bolyai János

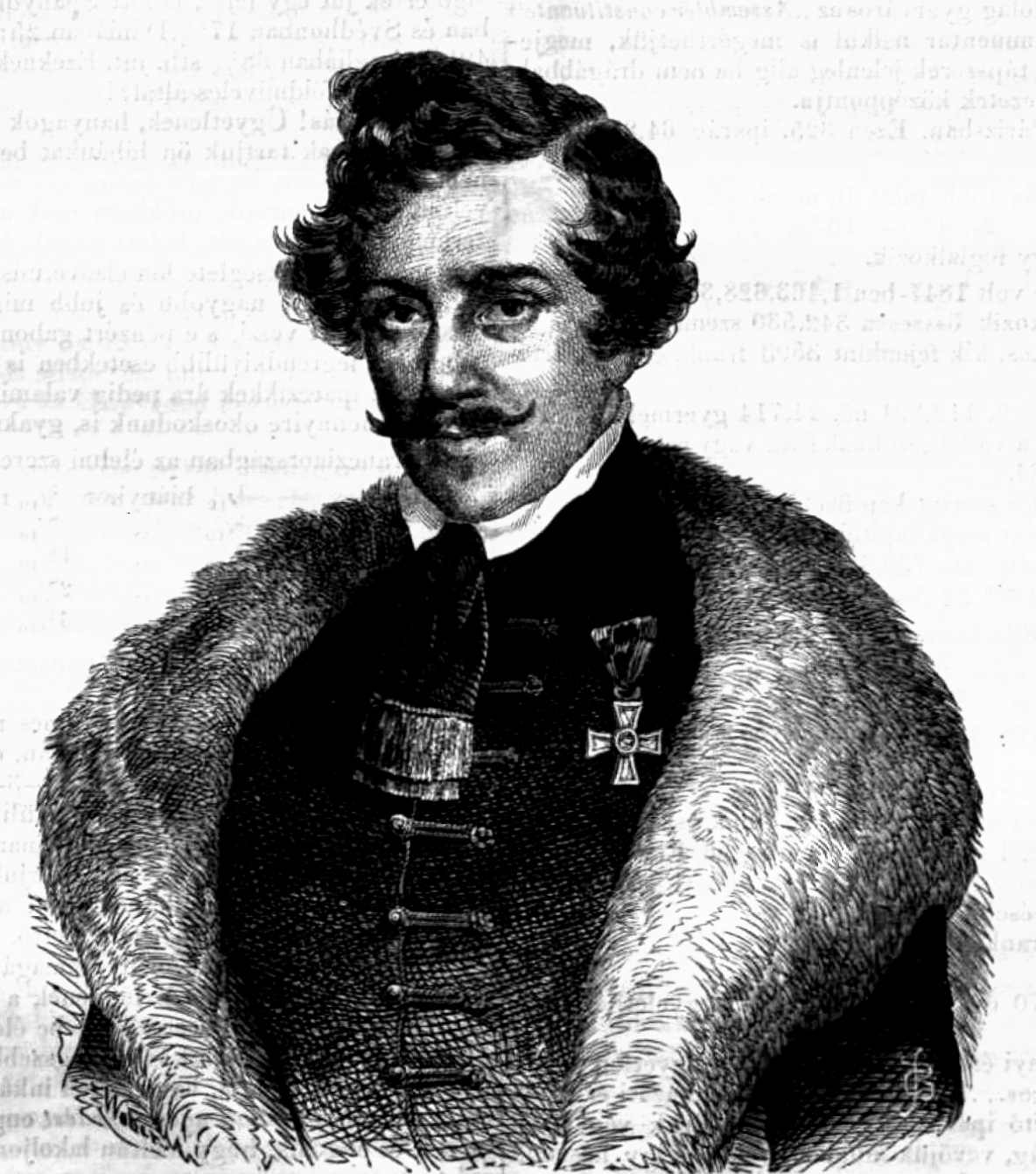
Jósika Sámuel

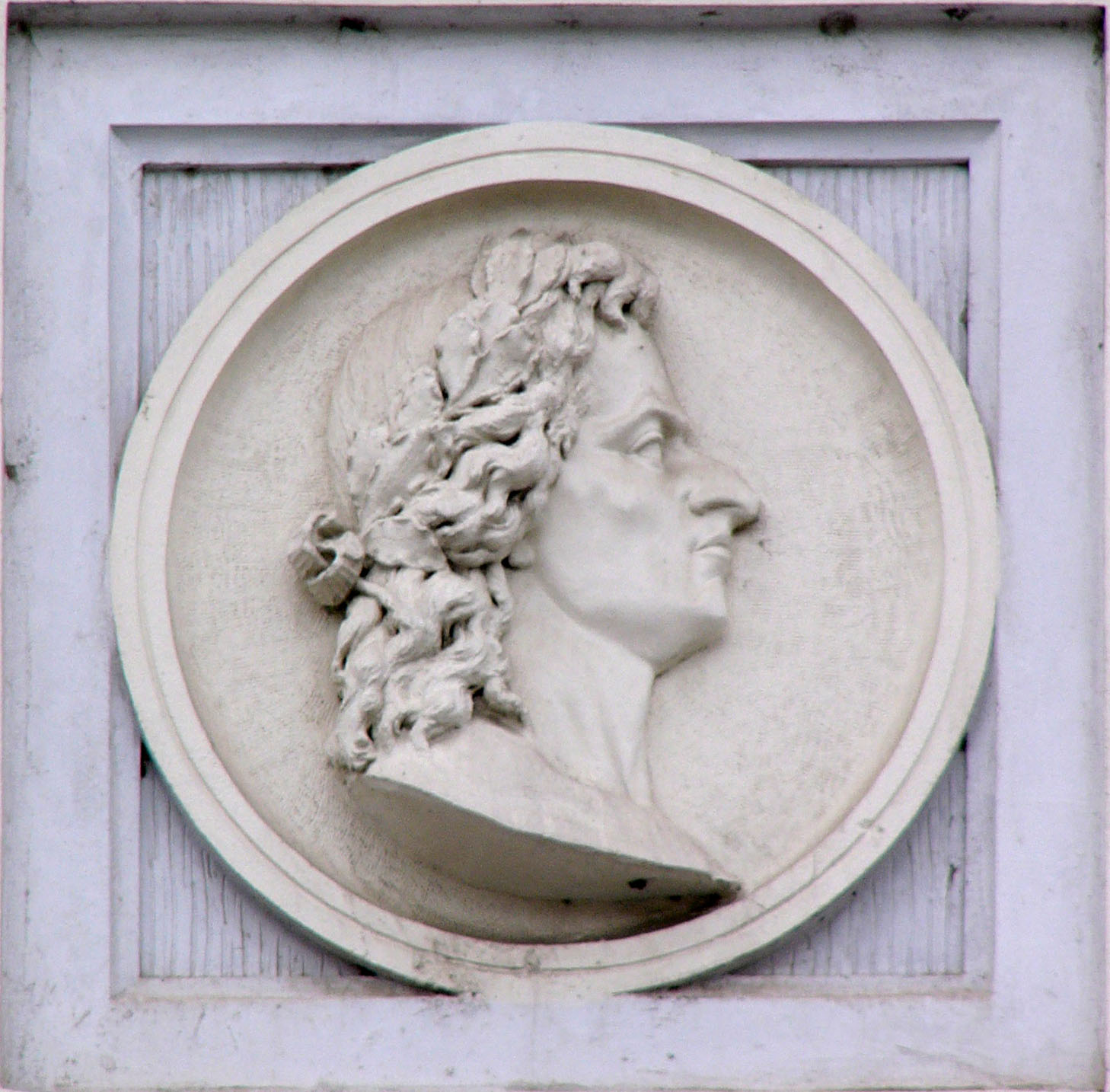
Mátyás király

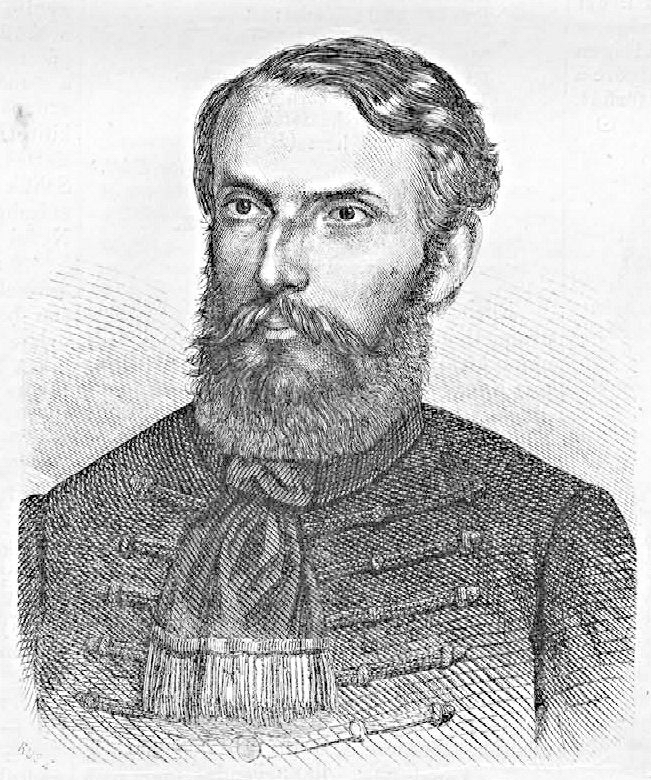
Récsi Emil

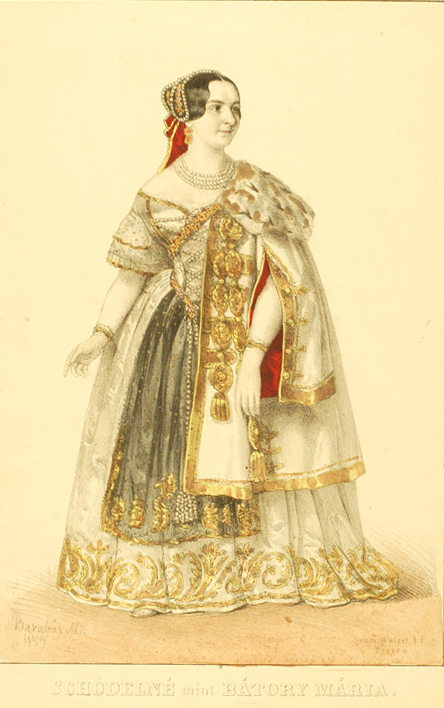
Schodelné Klein Rozália

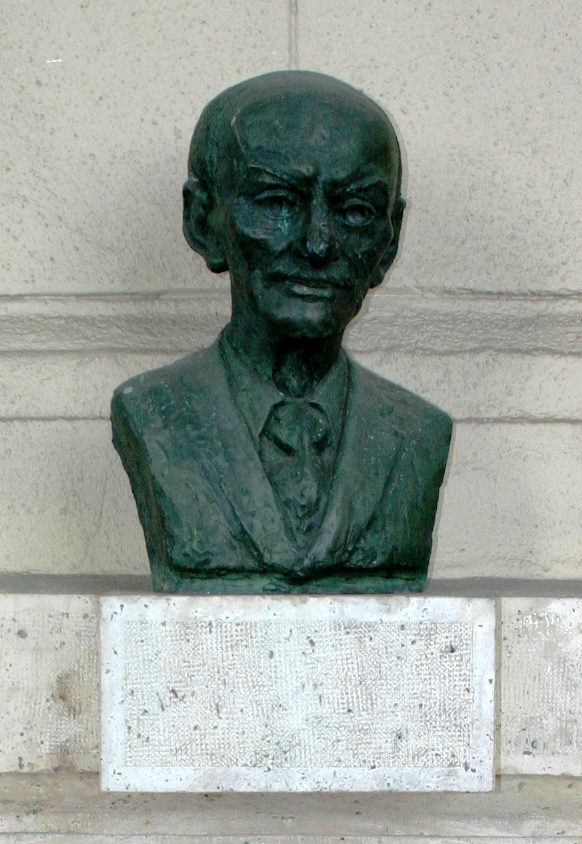
'Sigmond Elek

- Ács Ferenc festő (1876. június 16. – Kolozsvár, 1949. szeptember 5.)
- Ádám János városi tanácsos, költő (16. század vége – 17. század közepe)
- Ádám Ottó rendező, színigazgató (1928. október 17. – 2010. április 9.)
- Adorjáni Endre szobrász (1950. augusztus 25. –)
- Ágopcsa Marianna művészettörténész, műkritikus (1944. június 5. –)
- Ágoston András hegedűművész (1947. március 17.)
- Ajtai K. Albert  nyomdász, nyomdatulajdonos, szerkesztő, műfordító (1838. március 8. – 1919. március 13.)
- Ajtai K. Sándor törvényszéki orvos, anatómus (1845. március 23. – 1917. június 4.)
- Albert Júlia színművész (1951. január 16.)
- Albert Sándor újságíró (1926. január 18.)
- Alesius Dénes evangélikus püspök (1525. április 12. – 1577)
- Almási István népzenekutató (1934. december 8.)
- Andrásofszky Tibor idegsebész (1914. július 31. – Marosvásárhely, 1978. május 27.)
- Árkossy István grafikus (1943. március 13.)
- Bágyuj Lajos restaurátor (1920. szeptember 24. – 1985)
- Baintner Károly agrármérnök, állatorvos (1905. november 11. – Budapest, 1989. július 12.)
- Balas Egon matematikus (1922. június 7. – 2019. március 18.)
- Balásfy Tamás római katolikus egyházi vezető, váci, majd pécsi püspök, teológus (1580. december 3. – Pozsony, 1625. március 10.)
- Balázs Árpád zeneszerző, nótaszerző, hegedűművész (1874. november 16. – Budapest, 1941. március 23.)
- Balázs Ferenc író, költő, szociológus (1901. október 24. – Torda, 1937. május 22.)
- Balázs Sándor író, publicista (1830. december 26. – Budapest, 1887. augusztus 1.)
- Baldacci Manó katonatiszt, 1848-as honvéd tábornok (1807. október 3. – Olmütz, 1852. július)
- Bálint Sándor zoológus, ampelológus (1860. január 8. – 1922. augusztus 29.)
- Bálint Tibor író, műfordító (1932. június 12. – Kolozsvár, 2002. január 28.)
- Nicolae Balotă román esszéista, irodalmi kritikus és történész (1925. január 26. – Nizza, 2014. augusztus 20.)
- Balla Zsófia költő (1949. január 15.)
- Báró Bánffy Dezső miniszterelnök (1843. október 28. – Budapest, 1911. május 24.)
- Báró Bánffy György író, zeneszerző, országgyűlési képviselő (1853. augusztus 31. – Bécs, 1889. március 31.)
- Báró Bánffy Klára, Balázs Árpád dalszerző második felesége
- Gróf Bánffy Miklós író, grafikus, díszlet- és kosztümtervező, színpadi rendező, politikus, külügyminiszter (1873. december 30. – Budapest, 1950. június 6.)
- Bara Margit színművésznő (1928. június 21. – Budapest, 2016. október 25.)
- Barra Imre orvos (1799. november 5. – Kolozsvár, 1854. január 20.)
- Bartha Albert katonatiszt, katonapolitikus (1877. augusztus 12. – New York, 1960. december 2.)
- Bartha Zoltán vegyészmérnök (1922. június 15. – 1989. augusztus 29.)
- Bauma Viktor bányamérnök (1892. november 1. – 1964. augusztus 29.)
- Békési Ágnes műfordító, szerkesztő (1927. október 12. – Bukarest, 1970. augusztus 5.)
- Békésy Károly publicista, közgazdász (1850? – 1938. december?)
- Bernáth Ilma festő, grafikus (1891. december 10. – 1961. április 19.)
- Berzenczey László politikus, Ázsia-utazó (1820. június 26. – Budapest, 1884. november 14.)
- Gróf Bethlen András agrárpolitikus (1847. július 26. – 1898. augusztus 25.)
- Gróf Bethlen János országgyűlési képviselő, az erdélyi református egyházkerület igazgató-tanácsosa (1811. október 18. – Kolozsvár, 1879. szeptember 2.)
- Gróf Bethlen Pál ügyvéd, nagybirtokos, felsőházi tag (1883-1971)
- Bisztrai Mária színésznő (1923. május 25.)
- Bocskai István fejedelem (1557. január 1. – Kassa, 1606. december 29.)
- Bodó Mária lapszerkesztő, író (1963. szeptember 20.)
- Bodor Ádám író (1936. február 22.)
- Bodor Antal közgazdász (1878. január 8. – Budapest, 1955. január 3.)
- Bodor Pál pomológus (1773. január 31. – 1828. május 30.)
- Ifj. Boér Elek jogtudós, közgazdász, egyetemi tanár (1899. szeptember 13. — Újfehértó, 1954. június 28.)
- Boér Ferenc színész (1940. április 23.)
- Boldizsár József cigányzenész (1823. április 25. – 1878. június 5.)
- Bolyai János matematikus (1802. december 15. – Marosvásárhely, 1860. január 27.)
- Borbáth Júlia színésznő (1945. február 19.)
- Böndi Gyöngyike közgazdász, Máramaros megye prefektusa (1952. október 2. –)
- Brassai Viktor költő, műfordító, szavalóművész (1913. november 5. – Ukrajna, 1944 nyara)
- Buczy Emil költő (1782. május 16. – Kolozsvár, 1839. október 28.)
- Csapó György színész, rendező, színházigazgató (1961. szeptember 16.)
- Cseh Gusztáv grafikus (1934. július 13. – Kolozsvár, 1985. június 19.)
- Cseke Gábor író (1941. július 29.)
- Csendes Zoltán (1924. november 3. – Kolozsvár, 1959. május 3.) statisztikus, a Bolyai Tudományegyetem tanára
- Csernátony Lajos újságíró, politikus, Kossuth Lajos titkára (1823. augusztus 21. –  Budapest, 1901. március 4.)
- Cs. Gyimesi Éva irodalomtudós (1945. szeptember 11. – Kolozsvár, 2011. május 23.)
- Csíki Endre zeneszerző (1888. december 1. – Kolozsvár, 1949. január 11.)
- Csoma Mária operaénekesnő (1944)
- Csőgör Erzsébet lélektani szakíró (1911. november 4. – 1996. március 19.)
- Czirják Albert polgáriskolai tanár (1847. szeptember 13. – 1888. március 3.) .
- Czakó Ádám zeneszerző (1940. november 5. – Budapest, 2013. március 6.)
- Dáné Tibor író (1923. március 24. – Kolozsvár, 2006. október 11.)
- Dávid Ferenc az Erdélyi Unitárius Egyház megalapítója (1510 körül – Déva, 1579. november 15.)
- Dávid Lajos matematikus (1881. május 28. – Budapest, 1962. január 9.)
- Deáki Filep Sámuel magyar drámaíró, operaénekes, műfordító (1784. október 25. – Kolozsvár, 1855. október 22.)
- Demény Attila operarendező, zeneszerző, zongoraművész (1955. március 2. – 2021. május 11.)
- Diószeghy Iván színművész (1952. október 21.)
- Dorián Ilona színésznő (1927. szeptember 14. – Kolozsvár, 2001. augusztus 26.)
- Eckstein-Kovács Péter politikus, romániai parlamenti képviselő, volt miniszter (1956. július 5.)
- Édler András György erdélyi magyar politikus, parlamenti képviselő (1972. december 10.)
- Entz Géza zoológus (1875. május 30. – Budapest, 1943. február 21.)
- Enyedi György unitárius püspök (1555 – Kolozsvár, 1597. november 24.)
- Eugen Cicero jazz-zongorista (1940. június 27. – 1997. december 5.)
- Milan Alexandru Florian festő (1937. december 22. – Kolozsvár, 2004. március 27.)
- Fuhrmann Károly ötvösművész (1912. július 31. – Kolozsvár, 1991. június 27.)
- Fülöp Antal Andor festő (1908. október 6. – Kolozsvár, 1979. december 20.)
- Gaal György irodalomtörténész, helytörténész (1948. február 16.)
- Geréb Attila színművész, rendező (1946. június 27.)
- Gergely Jenő matematikus (1896. március 4. – Kolozsvár, 1974. május 10.)
- Gyarmathi Sámuel orvos, nyelvész (1751. július 15. – Kolozsvár, 1830. március 4.)
- Gyergyai Ferenc (1799. november 4. – Kolozsvár, 1874. március 20.) nyelvész, muzsikus, 1848-as követ
- Gyulai Ilona (1946. június 12.) világbajnoki ezüstérmes vívó
- Ionel Haiduc vegyész, a Román Akadémia elnöke (1937. május 9.)
- Heinrich László fizikus (1910. szeptember 9. – Kolozsvár, 1985. december 7.)
- Heirits Erzsébet kétszeres Európa-bajnok asztaliteniszező, edző (1938. november 7.)
- Hennyey Gusztáv külügyminiszter (1888. szeptember 25. – München, 1977. június 14.)
- Horváth Gyöngyvér, született Szőke, grafikus (1952. február 9.)
- Hunyadi Mátyás (Mátyás király) (1443. február 23. – Bécs, 1490. április 6.)
- Hunyady Sándor író (1890. augusztus 15. – Budapest, 1942. október 12.)
- Ifj. Hintz György vegyész, gyógyszerész (1840. szeptember 4. – Kolozsvár, 1890. február 20.)
- Emil Isac költő (1886. május 17. – Kolozsvár, 1954. március 25.)
- Ifj. Issekutz Béla (1912. december 24. – Halifax, Kanada, 1999. november 26.) fiziológus
- Jaklovszky Dénes pedagógiai szakíró, műfordító, poliglott (1884. október 28. – Székelyudvarhely, 1968. június 5.)
- Jancsó Miklós farmakológus (1903. április 27. – Szeged, 1966. április 16.)
- Janitsek Jenő nyelvész, hely- és személynévkutató (1920. szeptember 1. – Kolozsvár, 2014. augusztus 5.)
- Jeney László kétszeres olimpiai bajnok vízilabdázó (1923. május 30. – Budapest, 2006. április 24.)
- Jeney-Lám Erzsébet pszichológus, gyógypedagógus, művészeti író, grafikus, textilművész (1931. szeptember 14. – Kolozsvár, 2000. február 4.)
- Jósika Sámuel erdélyi kancellár (1805. július 7. – Bécs, 1860. március 28.)
- Józsa Ödön agrármérnök, riporter, újságíró (1934. július 13.)
- Kakas István diplomata és keleti utazó (1560 – 1603. október 25.)
- Kakuts Ágnes színésznő (1939. május 16. – 2019. szeptember 1.)
- Kalinovszky Dezső szakmérnök, író, újságíró (1933. június 6. – Kolozsvár, 2009. december 19.)
- Károlyi Béla tornászedző (1942. szeptember 13.)
- Kertész Endre radiológus (1924. november 15. – Marosvásárhely, 1985. augusztus 1.)
- Keszthelyi György költő, író (1955. augusztus 20. –)
- Kiss Mór magyar jogász, egyetemi oktató, jogi szakíró (1857. május 12. – Budapest, 1945. szeptember 10.)
- Klamár Gyula magyar újságíró, szerkesztő (1906. szeptember 9. – Bécs, 1979. december 6.)
- Klumák István műfordító (1908. augusztus 20. – Budapest, 1983. április 9.)
- Kocsi Károly gimnáziumi tanár, igazgató (1829. december 29. – 1871. június 2.)
- Kocsis András szobrász (1905. július 31. – 1976. október 26.)
- Koczka György belgyógyász orvos, egyetemi oktató, kutató (1921. október 30. – Sepsiszentgyörgy, 2001. május 16.)
- Kol Erzsébet magyar botanikus (1897. július 8. – Budapest, 1980. november 15.)
- Kopp Elemér vegyészmérnök, egyetemi oktató, gyógynövényszakértő, gyógyszerészeti író (1890. augusztus 17. – Marosvásárhely, 1964. január 19.)
- Korda Béla magyar író, újságíró (1893. március 27. – Nagyvárad, 1925)
- Kováts Ágota gyógyszerész, vegyész, kémiai kutató és szakíró (1939. július 29.)
- Kovács Árpád (1897. szeptember 13. – Nagyvárad, 1946. július 29.)
- Kovács Éva Poór Lili és Ex Libris díjas erdélyi magyar színésznő (1946. április 10.)
- Kovács György színész (1910. február 22. – Kolozsvár, 1977. november 8.)
- Kovács István rádióriporter, forgatókönyvíró, tanulmányíró (1919. január 1. – Marosvásárhely, 2001. október 31.)
- Kozma Simon képzőművész (1944. február 22. – 2022. december 14.)
- Kötő József dramaturg, színháztörténész (1939. augusztus 8. – Kolozsvár, 2015. január 19.)
- Krasznai Paula színésznő (1931. június 24. – Budapest, 2025. február 1.)[1]
- Krizsán Zoltán újságíró, kritikus, filmesztéta (1940. május 4. – Kolozsvár, 1993. február 19.)
- László Ferenc sportújságíró, rádióriporter, szerkesztő (1930. március 10. – Szeged, 2009. április 29.)
- László Ferenc zenetörténész, zenetudós, egyetemi tanár (1937. május 8. – Kolozsvár, 2010. március 17.)
- László Levente festő, tanár (1940. június 5. – Kaposvár, 2004. december 15.)
- László Tihamér fizikus (1910. január 13. – Kolozsvár, 1986. május 26.)
- Lengyel Dániel orvos, honvédorvos, tanár (1815. november 15. – Pozsony, 1884. augusztus 14.)
- Lengyel Olga író ( 1908. október 19. – New York, 2001. április 15.)
- Ligeti Ernő író, publicista (1891. február 19. – Budapest, 1945. január 11.)
- Linczegh János főbíró (1606. május 30. – 1679. július 8.)
- Lőwy Dániel vegyészkutató, tudományos munkatárs, helytörténész (1953. október 10.)
- Lukácsy Katalin színésznő, előadóművész, zeneszerző (1954. április 8.)
- Macalik Ernő biológus, természettudományi író (1944. július 7.)
- Major Károly bölcseleti doktor, főgimnáziumi tanár (1861. január 26. – Miskolc, 1937. szeptember)
- Makkai-Flóra Ágnes író (1952. március 12. –)
- Málnási Ferenc pedagógiai szakíró, tankönyvszerző (1940. július 14.)
- Markos András levéltáros, szociológus (1920. február 16. – Kolozsvár, 1974. március 22.)
- Márkos András szobrászművész (1919. február 6. – Kolozsvár, 1972. május 18.)
- Martonyi János külügyminiszter (1944. április 5.)
- Máthé János vegyész (1932. június 21. – Kolozsvár, 1982. május 12.)
- Méhes Sámuel tanár, nyomda- és laptulajdonos, író, szerkesztő, bölcseleti doktor, református főiskolai tanár, az MTA levelező tagja (1785. január 30. – Kolozsvár, 1852. március 29.)
- Mészáros Miklós geológus, földtudományi szakíró, egyetemi tanár (1927. szeptember 12. – Kolozsvár, 2000. augusztus 22.)
- Mezei József szerkesztő, újságíró, műkritikus (1938. szeptember 6. – Bukarest, 2014. június 13.)
- Mezey Mihály református lelkész, egyházi és tanügyi író (1882. augusztus 7. – Pesterzsébet, 1963. május 11.)
- Miklós László költő, újságíró, szerkesztő (1937. november 11.)
- Mócsy Ildikó fizikus, tudományos főkutató, egyetemi tanár (1943. október 15.)
- Mócsy László jogász, szakíró, egyetemi tanár (1925. augusztus 17. – Kolozsvár, 2003. január 10.)
- Molnár Erzsébet ifjúsági író, szerkesztő, műfordító (1943. június 25.)
- Morvay István magyar zenei szakíró(1920. szeptember 1. – Kolozsvár, 2008. május 8.)
- Florentina Mosora  román biofizikus, filmszínésznő (1940. január 7. – Liège, 1996. február 2.)
- Murvai Olga leánykori nevén Mihály Olga, nyelvész, egyetemi tanár (1942. október 10. – Marosvásárhely, 2011. október 30.)
- Müller Géza gépészmérnök, műszaki szakíró, egyetemi előadó (1896. december 9. – Kolozsvár, 1965. április 13.)
- Ibrahim Müteferrika az első török nyomda magyar származású megalapítója (1674 k. – 1745 k.)
- Nagy Anna festőművész (1943. február 16.)
- Nagy Baka György számítástechnikai szakíró (1949. március 31.)
- Nagy Benedek közíró, helytörténész, Nagy András György fia (1937. május 29.)
- Nagy Géza festő (1954. május 9.)
- Nagy István író (1904. február 22. – Kolozsvár, 1977. április 24.)
- Nagy István Jászai Mari-díjas színész (1914. október 6. – Budapest, 2002)
- Nagy László szakorvos, OGYI (1932. május 17. – Sepsiszentgyörgy, 1998. február 22.)
- Nagy Stoica Georgeta festő (1954. május 4.)
- Nagybányai Képíró István festő (1600 k. – 1654 u.)
- Nemes László képzőművész (1948. április 11.)
- Neumann József újságíró, közíró (1908. május 9. – Kolozsvár, 1969. április 8.)
- Niman Tibor pszichológus, lélektani szakíró (1945)
- Orbán Béla matematikus (1929. december 7. – Kolozsvár, 2016. január 16.)
- Orbán Olga tőrvívó világbajnok (1938. október 9.)
- Osztrovszki György iparpolitikus, vegyészmérnök, az MTA tagja (1914. március 28. – Budapest, 1988. október 15.)
- Pákey Lajos építész (1853. március 1. – Kolozsvár, 1921. március 22.)
- Palotás Dezső költő, grafikus (1951. március 11. – Budapest, 1999. március 7.)
- Paneth Farkas asztaliteniszező (1917. március 17. vagy 23. – Kolozsvár, 2009. június 23.)
- Pataki Sámuel orvos (1765. február 16. – Kolozsvár, 1824. április 2.)
- Pataky Viktor mérnök (1843. december 28. – 1906. augusztus 3.)
- Peris Teréz színháztörténész, műfordító (1932. október 19. –)
- Florin Piersic színész (1936. január 27.)
- Póczy Klára régész, művelődéstörténész (1923. február 6. – Budapest, 2008. október 16.)
- Dr. Polcz Alaine pszichológus, írónő (1922. október 7. – Budapest, 2007. szeptember 20.)
- Prezenszky Tibor Béla gépészmérnök, műszaki író (1936. november 19. –)
- Rásonyi Leila hegedűművész (1944. május 22.)
- Récsi Emil jogtudós, múfordító (1822. november 17. – Pest, 1864. június 1.)
- Reményik Sándor költő (1890. augusztus 30. – Kolozsvár, 1941. október 24.)
- Réthy Zoltán orvos, szakíró (1895. október 20. – Pilisvörösvár, 1977. október 2.)
- Réti Árpád színész, az egri Gárdonyi Géza Színház Örökös Tagja (1939. december 31.)
- Ruha István hegedűművész (1931. augusztus 17. – Kolozsvár, 2004. szeptember 28.)
- Rusz Lívia festő, grafikus (1930. szeptember 28.)
- Ruzitska Béla vegyész (1867. augusztus 24. – Kolozsvár, 1942. augusztus 2.)
- Salamon Ella nyelvész, szótárszerkesztő (1902. október 13. – Kolozsvár, 1999. február 10.)
- Sáry Béla belgyógyász, orvosi szakíró (1915. november 24. – Budapest, 1971. november 4.)
- Saszet Ágnes műfordító (Kolozsvár, 1959. március 16. – Kolozsvár, 2020. október 27.)
- Schilling Lajos történész, egyetemi tanár (1854. január 28. – Kolozsvár, 1921. augusztus 29.)
- Schodelné Klein Rozália színésznő (1811. szeptember 29. – Nyáregyháza, 1854. szeptember 29.)
- Sebestyén György építészmérnök, műépítészet szakíró, egyetemi tanár (1920. március 31. – Bukarest, 1993. augusztus 21.)
- Sebők Mátyás Péter mezőgazdasági szakíró, főiskolai tanár (1924. szeptember 23. – Kolozsvár, 2003. május 23.)
- Senkálszky Endre színész (1914. október 2. – Kolozsvár, 2014. január 5.)
- ’Sigmond Elek vegyészmérnök, a korszerű talajtani kutatások megalapozója Magyarországon (1873. február 26. – Budapest, 1939. szeptember 30.)
- Silai Ilona olimpiai ezüstérmes középtávfutó (1941. október 14.)
- Smialy József római katolikus egyházi író (1906. június 22. – Gyergyóalfalu, 1957. január 23.)
- Sólyom Jenő fizikus (1940. november 27.)
- Solyóm Jenő (1904. július 25.) egyháztörténész, evangélikus lelkész, egyetemi tanár.
- Somodi István olimpiai ezüstérmes magasugró, városi ügyész (1885. augusztus 22. – Kolozsvár, 1963. június 8.)
- Soós Lenke földrajzi szakíró, egyetemi oktató (1943. június 23.).
- Sövényházyné Sándor Judit költő, író (1920. február 6. – Szeged, 2003. január 6.)
- Stein János festő (1874. június 14. – Budapest, 1944)
- Szabó Bálint építész, műemlék-restaurátor (1944. április 9.)
- Szabó Csaba újságíró, író (1965. január 16.)
- Szabó Dezső író (1879. június 10. – Budapest, 1945. január 5.)
- Szabó Dénes gépészmérnök, faipari mérnök, egyetemi tanár (1910–1993)
- Szabó József biológus, egyetemi oktató (1911. augusztus 31. – Kolozsvár, 1995. augusztus 20.)
- Szabó-Selényi Zsuzsa toxikológus, fizikai-kémiai szakíró (1923. július 12. – 2013. december 27.)
- Szabó Zsolt magyar irodalomtörténész (1946. május 29.)
- Szabó T. Ádám magyar nyelvész, művelődéstörténész (1946. március 12. –  Budapest, 1995. december 7.)
- Szádeczky-Kardoss Elemér geológus, geokémikus (1903. szeptember 10. – Budapest, 1984. augusztus 23.)
- Szalman Lóránt karmester, zenei szakíró (1929. szeptember 11. – Marosvásárhely, 2007. április 12.)
- Szamosközy István történetíró (1570 – Gyulafehérvár, 1612. március 29.)
- Szántó Csaba János fizikus, természettudományi szakíró (1944. március 2.)
- Szász Béla református lelkész, vallástanár, egyházi író (1872. október 30. – Budapest, 1944. szeptember 29.)
- Szász Béla újságíró, műfordító (1910–?)
- Szathmáry Pap Károly fényképész, akvarellista, címerfestő, folyóirat-alapító, nyomdász, litográfus (1812. január 11. – Bukarest, 1887. június 3.)
- Székely Bertalan festő (1835. május 8. – Cinkota, 1910. augusztus 21.)
- Székely Erzsébet irodalomtörténész, tankönyvíró, műfordító (1922. június 15. – Kolozsvár, 2001. január 6.)
- Székely Győző gépészmérnök, műszaki szakíró (1946. november 19.)
- Székelyhidy Adrienne színésznő (1902. augusztus 26. – Budapest, 1981. szeptember 12.)
- Szele Péter tördelőszerkesztő, újságíró, író (1940. február 8.)
- Széman Péter tüdőgyógyász szakorvos, orvosi szakíró és közíró (1949. november 8.)
- Szentábrahámi Lombard Mihály unitárius püspök (1683 – Kolozsvár, 1758. március 30.)
- Szentkatolnai Bálint Gábor nyelvész (1844. március 13. – 1913. május 26.)
- Szentpétery József orvos, orvosi szakíró, professor emeritus (1921. február 14. – Szeged, 2015. március 6.)
- Szerémy Bródy Margit szemész szakorvos, az orvostudományok doktora, egyetemi oktató, orvosi szakíró (1914. július 18. – Szatmárnémeti, 2002. március 9.)
- Szervátiusz Jenő szobrász (1903. július 4. – Budapest, 1983. szeptember 15.)
- Szervátiusz Tibor szobrász (1930. július 26. – Budapest, 2018. április 25.)
- Szigethy Rudolf bibliográfus (1934. május 25.)
- Szilágyi Ferenc történész (1797. április 14. – Budapest, 1876. május 20.)
- Szilágyi István orvos, orvosi szakíró (1911. december 14. – Kolozsvár, 1994. március 15.)
- Szilágyi István író (1938. október 10.)
- Szilágyi Júlia esszéíró, irodalomkritikus (1938. augusztus 1.)
- Szilágyi Sándor történész (1827. augusztus 30. – Budapest, 1899. január 12.)
- Szilágyi Tibor orvos, orvosi szakíró, egyetemi tanár (1967. január 31.)
- Szinberger Sándor színházi rendező, zenei szakíró (1921. október 24. – Bat-Yam, Izrael, 2008. június 30.)
- Szives Sándor orvos, író (1927. október 31.)
- Szolnay Sándor festő (1893. november 4. – Kolozsvár, 1950. július 9.)
- Szőkefalvi-Nagy Béla matematikus) matematikus (1913. július 29. – Szeged, 1998. december 21.)
- Szőcs Erika színésznő (1967. december 7.)
- Szőcs Judit matematikus, szakszerkesztő (1939. június 23.)
- Szövérdi Ferenc agrármérnök, mezőgazdasági szakíró (1912. június 7. – Kolozsvár, 1971. október 1.)
- Szűcs Ildikó színésznő (1943. szeptember 10.)
- Takács Gábor grafikus, képzőművészeti író (1938. november 8.)
- Tamás Gáspár Miklós filozófus (1948. november 28.)
- Tar Károly író, lapszerkesztő (1935. augusztus 30.)
- Gróf Teleki Domokos művelődéstörténeti és vadászati szakíró (1880. január 11. – Csombord, 1955. július 3.)
- Gróf Teleki Sándor honvédezredes (1821. január 27. – Nagybánya, 1892. május 18.)
- Cornel Țăranu zeneszerző (1934. június 20.)
- Andonis Theodokopoulos költő (1977. október 6.)
- Tomori Viola szociálpszichológus (1911–1998. március 28.)
- Tompa Artúr református egyházi író (1872. október 24.)
- Tonk István rendszertervező mérnök (1942. február 26. – Kolozsvár, 2010. április 3.)
- Tonk Sándor történész (1947. május 2. – Budapest, 2003. augusztus 14.)
- Toroczkai Máté unitárius püspök (1553–1616)
- Tóth Tamás színművész, színházigazgató (1936. február 26.– Budapest, 2022. február 6.)
- Török Bálint mezőgazdasági szakíró (1887. december 31. – Kolozsvár, 1956)
- Török Erzsi népdalénekes (1912. november 15. – Budapest, 1973. december 1.)
- Török Katalin színésznő (1930. július 9.)
- Tőkés László református püspök (1952. április 1.)
- Turcu Éva szótárszerkesztő (1932. november 19. – Bukarest, 1985. május 24.)
- Turós-Jakab László építészmérnök, sportújságíró (1959. január 1.)
- Tüzes Karácson agrármérnök, mezőgazdasági szakíró (1926. február 8. – Nagyvárad, 1981. augusztus 1.)
- Udvary Renáta színésznő, táncos (1936. május 15.–)
- Ugron Zsolna író (1978)
- Vajkai Aurél, Wagenhuber etnográfus, a történelemtudományok kandidátusa (1903. május 14. – Budapest, 1987. november 29.)
- Vallasek Júlia irodalomtörténész, műfordító (1975. október 13.)
- Vallasek Márta műfordító (1950. február 6.)
- Váradi Aurél magyar újságíró, szerkesztő (1869. július 16. – Kolozsvár, 1931. május 9.)
- Várhelyi Csaba vegyészmérnök, egyetemi oktató (1962. augusztus 4.)
- Varró Dezső költő (1907. június 29. – Dés, 1982. április 11.)
- Veress Ferenc fényképész, feltaláló (1832. szeptember 1. – Kolozsvár, 1916. április 3.)
- Veress Ferenc bőrgyógyász, szakíró, egyetemi tanár (1907. május 14. – Kolozsvár, 1989. január 19.)
- Veress Sándor zeneszerző, zenepedagógus és népzenekutató (1907. február 1. – Bern, 1992. március 4.)
- Veress Zoltán festő (1868. január 29. – Budapest, 1935. december 20.)
- Veress Zoltán költő, író, műfordító (1936. február 25. – Stockholm, 2013. február 4.)
- Versánszky Ernő műkereskedő, író (1944. január 30. - Kolozsvár, 2020. április 4.)
- Vöő Gabriella néprajzkutató (1937. augusztus 26. – Pécs, 2006. március 14.)
- W. Kovács András történész (1975. augusztus 4.)
- Wald Ábrahám matematikus (1902. október 31. – Travancore (India), 1950. december 13.)
- Winkler Judit történész, numizmatikai szakíró (1925. január 10. – Kolozsvár, 1985. március 26.)
- Xantus Áron filmrendező, operatőr (1981. október 27.)
- Ifj. Xántus János földrajztanár (1917. február 20. – Kolozsvár, 1982. november 27.)
- Zágoni Balázs író, filmkritikus, szerkesztő (1975. december 12.)
- Zágoni Olga ifjúsági író, újságíró (1948. december 17.)
- Zeyk Albert honvédhuszár, az amerikai polgárháború résztvevője, diplomata, miniszteri tanácsos (1828 – Cécke, Bihar vármegye, 1896. július 13.)
- Zsakó Erzsébet textilmérnök, műszaki szakíró és unitárius egyházi író (1930. december 10.)
- Zsakó János vegyészprofesszor (1926. január 22. – Kolozsvár, 2001. augusztus 8.)
- Zsehránszky István újságíró, lapszerkesztő (1944. április 3.)
- Zsizsmann Ilona zenetanár, népdalgyűjtő (1936. november 16.)
- Zsizsmann Kristóf matematika–fizika szakos középiskolai tanár, természettudományi szakfordító, tankönyvszerkesztő, szakíró (1933. május 31. – Kolozsvár, 2018. február 26.)

## Itt tevékenykedtek

Berde Mózes

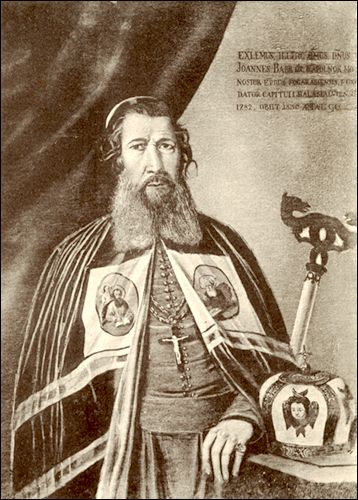
Ioan Bob

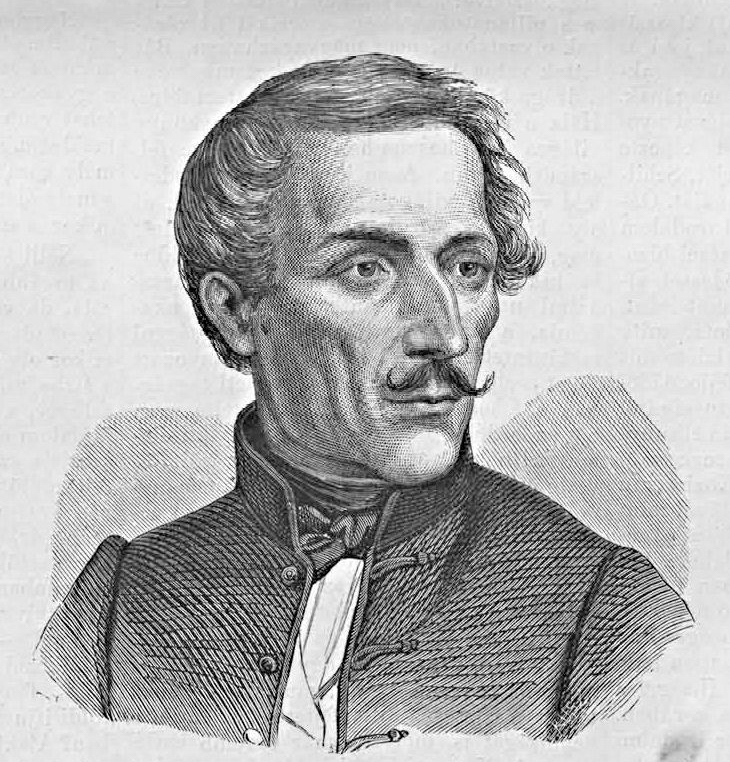
Bölöni Farkas Sándor

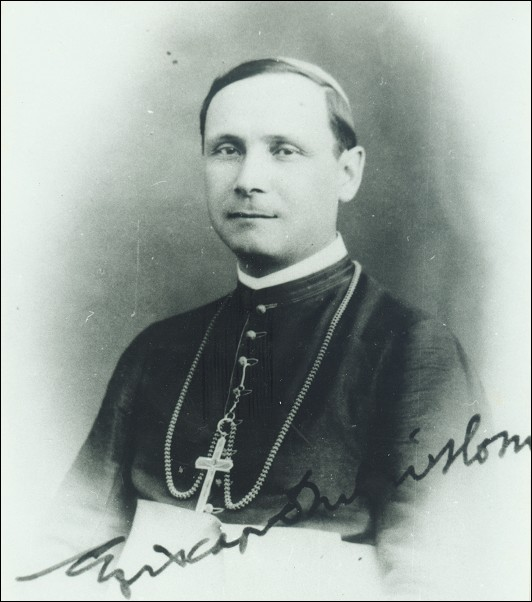
Iuliu Hossu

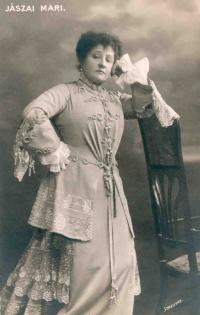
Jászai Mari

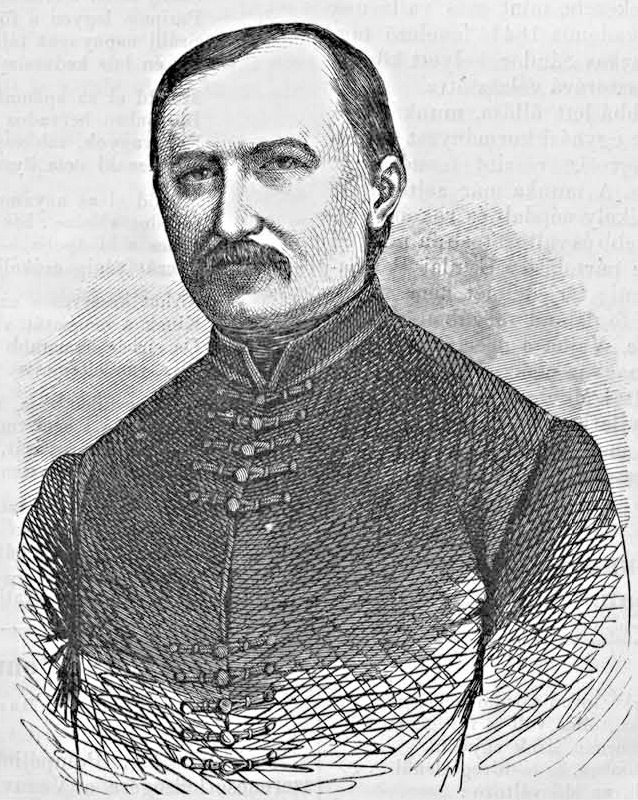
Kriza János

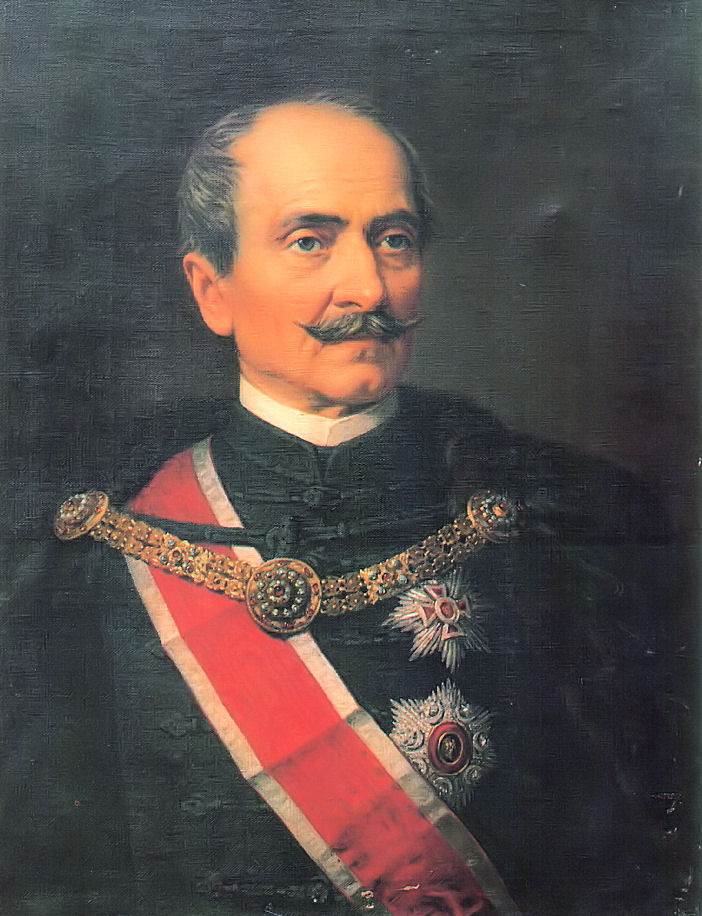
Mikó Imre

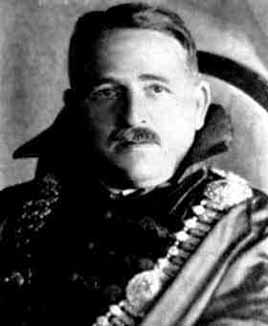
Riesz Frigyes

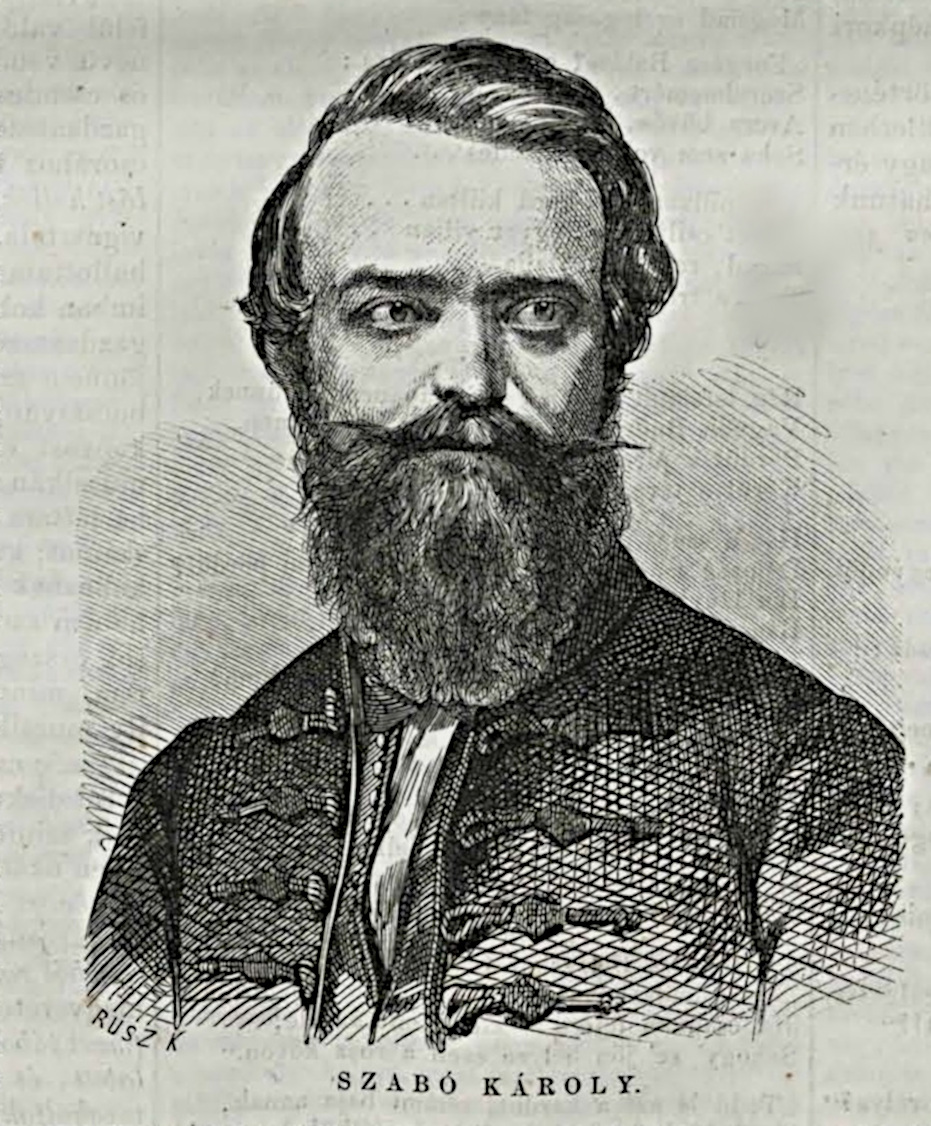
Szabó Károly

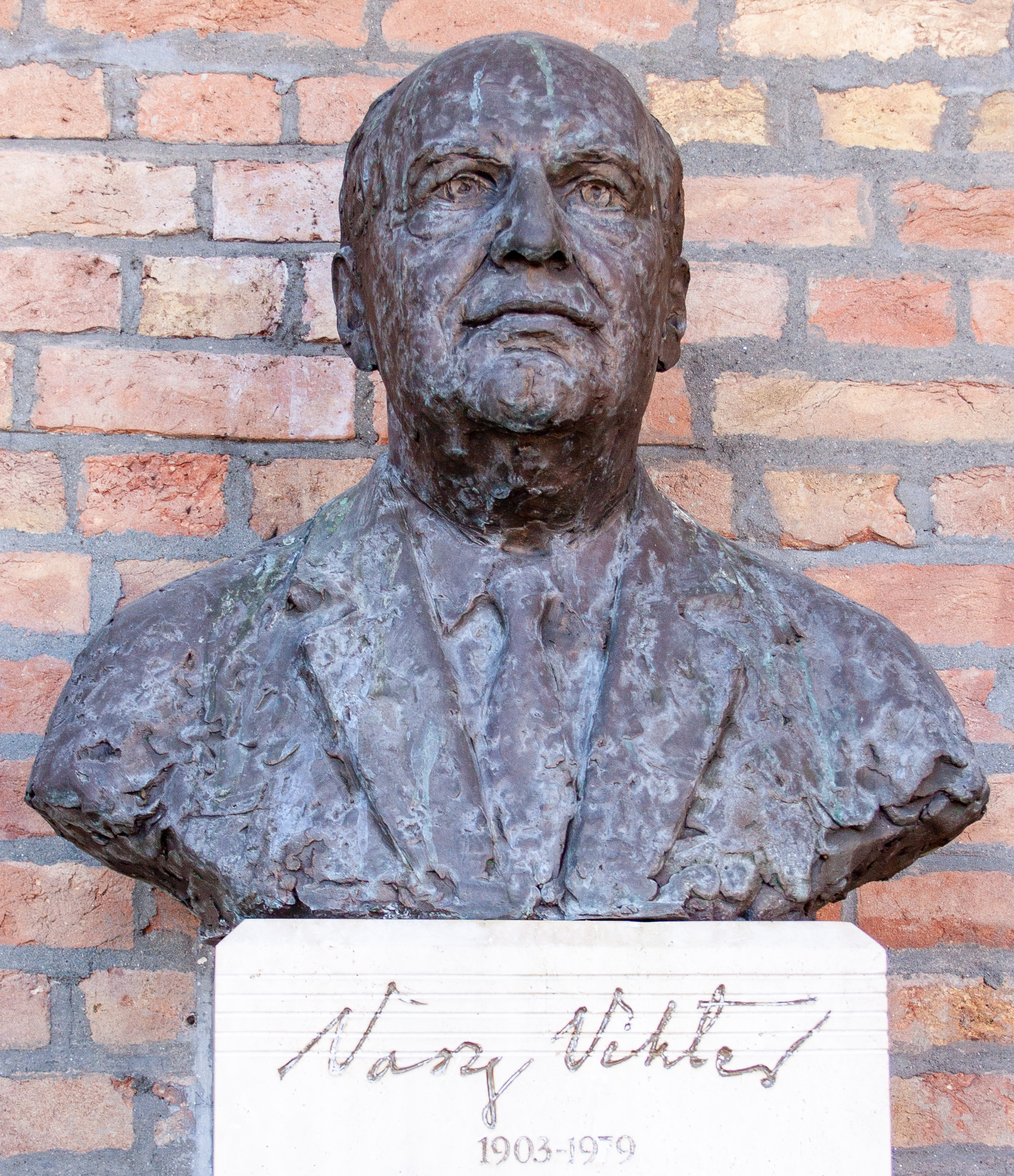
Vaszy Viktor

- Abodi Nagy Béla festő (1918. július 13. – 2012. december 9.)
- Ádám György író (1882. június 8. – 1906. április 2.)
- Ádám Zsigmond pedagógus, nyelvész, költő, műfordító (1913. június 15. – 1994. október 10.)
- Adorján Jenő nyelvtanár, irodalomtörténész (1886. augusztus 9. – 1956. február 15.)
- Adorján Jenő újságíró, szerkesztő (1894. szeptember 12. – 1976. szeptember 11.)
- Agh István unitárius püspök (1709 – 1786. január 22.)
- Ion Agârbiceanu író, költő, görögkatolikus pap (1882. szeptember 12. – 1963. május 28.)
- Ajtay Ferenc földrajz-földtan szakos tanár, újságíró (1932. március 6. – 2015. június 23.)
- Albert Annamária operaénekesnő (1926. szeptember 12. – 2016. május 25.)
- Almási Ádám unitárius lelkész (1738 – 1793. augusztus 23.)
- Almási András ötvösmester (17. század)
- Almási Gergely Mihály unitárius püspök (1654. január 11. – 1724. március 23.)
- András László festő (1910. október 19. – 1981. augusztus 30.)
- Apáczai Csere János filozófus és pedagógus (1625. június 10. – 1659. december 31.)
- Apáthy István zoológus
- Bajor Andor író, költő, humorista (1927. szeptember 30. – 1991. január 25.)
- Balázs Márton matematikus (1929. július 17. – 2016. április 13.)
- Balázs Péter festő (1919. május 28. – 2003. február 17.)
- Balázs Samu színész (1906. május 18. – 1981. szeptember 25.)
- Bálint Tibor író (1932. június 12. – 2002. január 28.)
- Balogh Edgár író, publicista, egyetemi tanár (1906. szeptember 7. – 1996. június 19.)
- Barkó György színész (1931. július 18. – 2024. január 30.)
- Zaharia Bârsan színész, rendező, a kolozsvár román színház első igazgatója
- Bartalis János költő (1893. július 29. – 1976. december 18.)
- Bartha Albert katonatiszt, politikus, miniszter (1877. augusztus 12. – 1960. december 2.)
- Beier Sándor közgazdász, eszperantista (1913. március 28. – 1992. január 21.)
- Id.Benczédi Sándor szobrász, keramikus (1912. szeptember 16. – 1997. január 3.)
- Beness Ilona színésznő (1889. június 10. – 1971)
- (Dóczyné) Berde Amália festő (1886. december 15. – 1976. december 12.)
- Berde Áron jogász, közgazdász, az első magyar meteorológiai szakkönyv szerzője (1819. március 8. – 1892. június 25.)
- Berde Mózes jogász, 1848-as kormánybiztos (1815. december – 1893. szeptember 22.)
- Bereczky Júlia színésznő (1928. március 9. – 2007. március 3.)
- Berkeczy László szobrász (1925. június 29. – 2009. október 30.)
- Berky Lili színésznő (1886. március 15. – 1958. február 5.)
- Gróf Bethlen Gergely honvédezredes, az olasz királyi hadsereg tábornoka (1810. vagy 1812–1867. december 23.)
- Gaetano Biasini vívómester (1790–1847)
- Bíró Levente színész (1924. december 20. – 2007. július 10.)
- Bíró Vencel történész (1885. augusztus 9. – 1962. december 2.)
- Lucian Blaga költő, filozófus (1895. május 9. – 1961. május 6.)
- Ioan Bob görögkatolikus püspök, nyelvész (1739 – 1830. október 2.)
- Boér Ferenc színész (1940. április 23.)
- Boldizsár Ferenc súgó, segédszínész, telekkönyvi igazgató (1816 körül – 1873. június 7.)
- Borbás Vince botanikus (1844. július 29. – 1905. július 7.)
- Borbáth Júlia színésznő (1945. február 19.)
- Alexandru Borza botanikus (1887. május 21. – 1971. szeptember 3.)
- Böhm Károly filozófus
- Bölöni Farkas Sándor író, műfordító, utazó, művelődésszervező (1795. január 15. – 1842. február 4.)
- Böszörményi Sándor jogász, gazdasági író (1887. június 18. – 1966. január 29.)
- Brassai Sámuel nyelvész, filozófus, természettudós, az „utolsó erdélyi polihisztor” (1800. június 15. – 1897. június 24.)
- Wolfgang Breckner matematikus
- Bretter György filozófus (1932. március 21. – 1977. november 17.)
- Brósz Irma festő (1911. június 11. – 1976. május 20.)
- Chappon Lajos vívómester, honvédtiszt (1802 – 1878. január 25.)
- Cholnoky Jenő földrajztudós (1870. július 23. – 1950. július 5.)
- Antonin Ciolan karmester (1883. január 1. – 1970. december 4.)
- Doina Cornea költő, ellenzéki személyiség (1929. május 30.)
- Czikéli László színész (1934. július 31. – 2007. június 1.)
- Csata Hermina festő, textilművész (1962. augusztus 19. –)
- Csiky András színész (1930. augusztus 25.)
- Csűrös István botanikus (1914–1998)
- Darkó Dániel városi tanácsos (19. század eleje)
- Darkó László művészettörténész, restaurátor, festő (1924. május 22. – 1970. február 13.)
- Darvay Tünde festőművész (1977. október 4.)
- De Gerando Antonina pedagógus, író, műfordító (1845. február 13. – 1914. április 9.)
- Delly-Szabó Géza zeneszerző (1883. május 19. – 1961. november 1.)
- Dezséri Gyula színész (1852. január 24. – 1928. december 5.)
- Gheorghe Dima zeneszerző, karmester (1847. szeptember 28. – 1925. június 4.)
- Dimién Pál orvos (1660 körül – 1720. január 4.)
- Dobokai Antal tanár (18. század – 19. század eleje)
- Dsida Jenő költő (1907. május 17. – 1938. június 7.)
- Entz Géza művészettörténész (1913. március 2. – 1993)
- Éltes Károly teológiai doktor, apátkanonok, plébános (1837. november 19. – 1890. január 12.)
- Faragó Pál sakkfeladványszerző nemzetközi mester, az 1936. évi sakkvégjáték olimpiai bajnoka (1886. április 4. – 1969. december 1.)
- Farkas Ferenc zeneszerző (1905. december 15. – 2000. október 10.)
- Farkas Gyula elméleti fizikus
- Farkas Lajos római jogász, az MTA levelező tagja (1841. november 14. – 1921. június 24.)
- Fejér Lipót matematikus (1880. február 9. – 1959. október 15.)
- Felvinczi Takács Zoltán művészettörténész
- Ferenczy Júlia festő, grafikus (1909. április 3. – 1999. július 26.)
- Finály Henrik nyelvész (1825. január 16. – 1898. február 13.)
- Gaál Gábor publicista, irodalomkritikus (1891. március 8. – 1954. augusztus 13.)
- Gábos Zoltán fizikus (1924. október 24. – 2018. április 9.)
- Gelei József biológus (1885. augusztus 20. – 1952. május 20.)
- Gombás Pál fizikus (1909. június 5. – 1971. május 17.)
- Gombocz Zoltán nyelvész (1877. június 18. – 1935. május 1.)
- Gy. Szabó Béla grafikus (1905. augusztus 26. – 1985.)
- Györkös Mányi Albert festő (1922. július 18. – 1993. május 27.)
- Győrffy István botanikus (1880. december 19. – 1959. április 16.)
- Gyulai Zoltán fizikus (1887. december 16. – 1968. július 13.)
- Haar Alfréd matematikus (1885. október 11. – 1933. március 16.)
- Harag György rendező (1925. június 4. – 1985. július 7.)
- Iuliu Hațieganu orvos (1885. április 14. – 1959. szeptember 4.)
- Heizer Imre orvos (1867 – 1921)
- Héjja Sándor színész (1942. március 14. – 1996. október 31.)
- Heltai Gáspár író, nyomdász (1490 vagy 1510–1574)
- Herrmann Antal néprajztudós (1851. július 30. – 1926. április 15.)
- Hirschler József katolikus plébános, kanonok, pápai prelátus, művészeti író (1874. március 17. – 1936. november 17.)
- Iuliu Hossu görögkatolikus püspök (1885. január 30. – 1970. május 28.)
- Hőgyes Endre orvos (1847. november 30. – 1906. szeptember 8.)
- Imreh István (1919. szeptember 12. – 2003. január 31.)
- Jakab Elek történész, levéltáros (1820. február 13. – 1897. július 22.)
- Jakab Ilona festő (1929. július 7. – 1990. május 8.)
- Janovics Jenő színész, rendező, a magyar filmgyártás egyik úttörője (1872. december 8. – 1945. november 16.)
- Jancsó Pál színész (1761. – 1845. december 2.)
- Tudor Jarda zeneszerző
- Jászai Mari színésznő (1850. február 24. – 1926. október 5.)
- Kagerbauer Antal építész (1814. június 5. – 1872. október 8.)
- Kakuts Ágnes színésznő (1939. május 16.)
- Kallós Zoltán náprajzkutató (1926. március 26. - 2018. február 14.)
- Kanitz Ágost botanikus (1843. április 25. – 1896. július 12.)
- Kányádi Sándor költő (1929. május 10. – 2018. június 20.)
- Karácsony Benő író (1888. szeptember 7. – 1944.)
- Karácsony Emmy festő (1886. augusztus 19. – 1980. június 24.)
- Kathonay Mihály kolozsvári főbíró, ötvösmester (? – 1601)
- Kelemen Lajos történész (1877. szeptember 30. – 1963. július 29.)
- Báró Kemény János író, színigazgató (1903. szeptember 5. – 1971. október 13.)
- Kenéz Béla (1874–1946) statisztikus, közgazdász, az MTA tagja, 1931–1932-ben kereskedelemügyi miniszter. 1907 és 1917 között élt a városban, mint a Ferenc József Tudományegyetem statisztikatanára.
- Kereskényi Ádám (1713–1777) jezsuita házfőnök és professzor 1773-tól volt az itteni jezsuita rendház főnöke és a nyomda igazgatója.
- Klug Nándor (1845–1909) orvos, fiziológus, az MTA tagja. 1878 és 1891 között a város egyetemén tanított, az egyetemi élettani intézet igazgatója volt.
- Koch Antal (1843–1927) geológus, petrográfus, mineralógus, paleontológus, az MTA tagja, 1872 és 1895 között a kolozsvári egyetem ásványtani és földtani tanszékének első vezetője
- Kol Ferenc (Radnótfája, 1869. december 4. – Budapest, 1939. augusztus 12.) okleveles mérnök, postaműszaki főigazgató, helyettes államtitkár
- Kolosváry Sándor (1840. június 23. – 1922. augusztus 7.) jogász, az MTA tagja, 1872 és 1910 között a kolozsvári egyetemen a magyar magánjog és a bányajog rendes tanára
- Kolumbán József matematikus (1935. augusztus 4.)
- Id. Kós Károly építész, író, grafikus, könyvtervező, szerkesztő, könyvkiadó, tanár, politikus (1883. december 16. – 1977. augusztus 25.)
- Ifj. Kós Károly (1919–1996) néprajzkutató, muzeológus, az MTA tagja, az erdélyi magyar néprajztudomány kiemelkedő alakja
- Kósa-Huba Ferenc szobrász (1910. május 7. – 1983. szeptember 23.)
- Kótsi Patkó János színész, drámaíró, fordító, szakíró, színigazgató (1763. szeptember 24. – 1842. február 14.)
- Kovács István (1799–1872) történész, jogász, az MTA tagja, az erdélyi történetírás úttörő alakja.
- Kozma Ferenc (1844–1920) pedagógus, művelődésszervező, publicista, az MTA tagja
- Könczei Ádám néprajzkutató (1928. január 1. – 1983. június 14.)
- Köpeczi Sebestyén József heraldikus, címerfestő, genealógus (1878. november 12. – 1964. december 27.)
- Kőváry László történész, statisztikus (1819. július 7. – 1907. szeptember 25.)
- Kristóf György irodalomtörténész (1878. október 2. – 1965. október 15.
- Kriza János néprajzkutató, költő, műfordító, unitárius püspök (1811. június 28. – 1875. március 26.)
- Kuncz Aladár író, szerkesztő, kritikus, műfordító (1885. december 31. – 1931. június 24.)
- Gróf Kuun Géza orientalista, történész (1838. december 29. – 1905)
- Kuncz Ignác (1841–1903) jogtudós, az MTA tagja
- Laczkó Aranka színésznő (1861. – 1953. július 19.)
- Láng Gusztáv irodalomtörténész (1936. június 12.)
- Lakatos István zenetörténész (1895. február 26. – 1989. szeptember 22.)
- Lakatos Márton bölcseleti doktor, kegyes tanítórendi áldozópap és tanár (1803. január 15. – 1840. március 20.)
- László Gerő színész (1928. január 3. –  2005. június 23.)
- Lavotta János zeneszerző (1764. július 5. – 1820. augusztus 11.)
- Lenhossék József (1818–1888) orvos, anatómus, antropológus, az MTA tagja, 1854–1859-ben a Kolozsvári Orvos-Sebészi Tanintézet anatómiaprofesszora
- Margó Tivadar orvos, zoológus (1816. március 5. – 1896. szeptember 5.)
- Márkos Albert zeneszerző, karnagy (1914. október 17. – 1981. június 11.)
- Martin Lajos matematikus, feltaláló (1827. augusztus 30. – 1897. március 4.)
- Márton Áron katolikus püspök (1896. augusztus 28. – 1980. szeptember 29.)
- Maurer I. Gyula matematikus (1927. január 18. – 2012. január 8.)
- Méhes György bölcseleti doktor, református főiskolai tanár, író (1746. – 1809. március 12.)
- Méhes György író (1916. május 14. – 2007. április 10.)
- Meltzl Hugó germanista (1846. július 31. – 1908. január 20.)
- Mészöly Gedeon nyelvész
- Mezei Zoltán biológus (1927–2000)
- Mihály Pál színész (1937. október 12. – 2017. január 29.)
- Mike Sándor történész (1795. január 22. – 1867. május 24.)
- Miklós Viktor szótárszerkesztő (elhunyt Kolozsvár, 1966. augusztus 18.)
- Miklóssy Gábor festő (1912. október 25. – 1998. december 21.)
- Gróf Mikó Imre történész, politikus (1805. szeptember 4. – 1876. szeptember 16.)
- Misztótfalusi Kis Miklós nyomdász, betűmetsző (1650 – 1702. március 20.)
- Petru Mocanu matematikus
- Mohy Sándor festő (1902. március 23. – 2001)
- Molnos Lajos magyar költő, újságíró, politikus (Budapest, 1941. december 1. –)
- Vlad Mugur rendező
- Johannes Nachtigall szobrász (1717–1761)
- Nagy Albert festő (1902. október 5. – 1970. február 24.)
- Nagy Dezső színész (1941. szeptember 20. – 2004. június 14.)
- Nagy Géza művelődésszervező, tanár, műfordító (1914. szeptember 1. – 1981. január 24.)
- Nagy Kálmán nyelvész, műfordító, a Kalevala új fordításának elkészítője (1939. május 5. – 1971. október 9.)
- Nagy Olga néprajzkutató (1921. január 2. – 2006)
- Navratil Ákos (1875–1952) közgazdász, jogtudós, az MTA tagja, 1905-től 1918-ig a kolozsvári tudományegyetemen a nemzetgazdaságtan és pénzügytan egyetemi tanára volt
- Nyárády Erazmus Gyula botanikus (1881–1966)
- Nyulas Ferenc orvos (1758. július 25. – 1808. december 27.)
- Orient Gyula gyógyszerész, orvostörténész (1869. október 21. – 1940. október 9.)
- Orosz Lujza színésznő (1926. december 19. – 2020)
- Óvári Kelemen jogtörténész (1844. november 21. – Kolozsvár, 1925. december 17.)
- Pálmay Ilka színésznő (1859. szeptember 21. – 1945. február 17.)
- Parádi Kálmán zoológus (1842. április 25. – 1902. április 7.)
- Páter Béla mezőgazdász, a Gazdasági Akadémia rektora (1860. szeptember 9. – 1938. június  21.)
- Pergő Celesztin színész, színigazgató, drámaíró (1784. – 1858. augusztus 4.)
- Pongrácz Antónia iparművész, grafikus (1935. június 1. – 1995. augusztus 25.)
- Ponori Thewrewk Aurél orvos (1842. február 13. – 1912. szeptember 1.)
- Poór Lili színésznő (1886. április 15. – 1962. november 26.)
- Eugen Pora állatfiziológus, hidrobiológus (1909–1981)
- Emil Racoviță barlangkutató, biológus (1868. november 15. – 1947. november 17.)
- Radó Ferenc matematikus (1921. május 21. – 1990. november 27.)
- Raffay Nepomuk János piarista szerzetes, tanár (1799. október 16. – Kolozsvár, 1873. október 11.)
- Ravasz László református püspök (1882. szeptember 29. – 1975. augusztus 6.)
- Récsei Tibor biológus (1914. december 22. – 1967. március 2.)
- Réthely Ödön színész (1881 – 1951. október 20.)
- Riesz Frigyes matematikus (1921. május 21. – 1990. november 27.)
- Dumitru Roșca filozófus (1895. január 29. – 1980. augusztus 25.)
- Roska Márton régész (1880. június 15. – 1961. július 16.)
- Ruzitska József zeneszerző, karmester (1775 körül – 1824 után)
- Schuller Rudolf műfordító, író (1916. június 2. - 1995. január 30.)
- Sebők Klára színésznő (1941. augusztus 15.)
- Soó Rezső botanikus (1903. augusztus 1. – 1980. február 10.)
- Raoul Șorban festő, műkritikus (1912. szeptember 4. – 2006. július 18.)
- Dimitrie Stancu matematikus
- Süss Nándor (1848. szeptember 25. – 1921. április 1.) 1876-ban alapította meg a Kolozsvári Egyetemen, az Egyetemi Mechanikai Állomást a világhírű Magyar Optikai Művek elődjét.
- Szabó György klasszika-filológus (1920. április 19. – 2011. május 10.)
- Szabó Károly történész (1824. december 14. – 1890. augusztus 31.)
- Szabó T. Attila nyelvész, történész, irodalomtörténész, néprajzkutató (1906. január 12. – 1987. március 3.)
- Szabédi László költő, újságíró, műfordító, nyelvész (1907. május 7. – 1957. április 19.)
- Szádeczky-Kardoss Gyula geológus (1860. december 30. – 1935. november 8.)
- Szádeczky-Kardoss Lajos történész (1859. április 5. – 1935. december 29.)
- Szakács Andor színész (1865. – 1924. március 21.)
- Széles Anna színésznő (1942. augusztus 24.)
- Széplaky Endre színész, két világháború között gyerekeskedett és itt nőtt fel
- Szenczi Molnár Albert református pap, nyelvtudós, filozófus, zsoltárköltő, egyházi író, műfordító (1574. augusztus 30. – 1639. január 17.)
- Szentgyörgyi István színész (1842. február 20. – 1931. október 19.)
- Szentiványi Márkos Dániel unitárius püspök (1637–1689)
- Szilágyi Domokos költő (1938. július 2. – 1976. november 2.)
- Szopos Sándor festő (1881. november 8. – 1954. december 24.)
- Szőkefalvi Nagy Gyula matematikus (1887. április 11. – 1953. október 14.)
- Taub János rendező (1927. május 14. – 2010. február 4.)
- Gróf Teleki Géza földrajztudós, geológus, Magyarország vallás- és közoktatási minisztere (1911. november 27. – 1983. január 5.)
- Terényi Ede zeneszerző (1935)
- Sigismund Toduță zeneszerző (1908. május 17. – 1991. július 3.)
- Tóth Elek színész (1873. szeptember 27. – 1944. január 1.)
- Tóth László színész (1933. július 13.)
- Török Zoltán geológus (1893–1963. április 2.)
- Treiber János geológus, vulkanológus (1913. május 4. – 1975. november 7.)
- Tulogdy János földrajztudós (1891. október 12. – 1979. október 1.)
- Ürmösy Sándor lelkész, író, a kolozsvári Hetilap munkatársa az 1850-es években
- Vaszy Viktor zeneszerző, karmester (1903. július 25. – 1979. március 12.)
- Varga Béla teológus, unitárius püspök, 1940-től az egyetem pedagógiai professzora (Torda, 1886. október 23. – Kolozsvár,  1942. április 10.)
- Varjú János piarista tanár, gyorsíró (1861. február 10. – 1915. február 26.)
- Várady Miklós színész (1848 – 1941. május 7.)
- Adrianus Wolphard katolikus plébános, műpártoló (1491–1544)